# 哈罗德·哈德威克
哈罗德·哈德威克（英語：Harold Hardwick，1888年12月14日—1959年2月22日），澳大利亚男子游泳运动员。他曾代表澳大拉西亚参加1912年夏季奥林匹克运动会游泳比赛，获得一枚金牌和二枚铜牌。